# Leichtathletik-Weltmeisterschaften 2019/Teilnehmer (Malta)
| Gelbes Symbol für Goldmedaillen mit stilisierten Olympischen Ringen | Graues Symbol für Silbermedaillen mit stilisierten Olympischen Ringen | Braundes Symbol für Bronzemedaillen mit stilisierten Olympischen Ringen |
| ------------------------------------------------------------------- | --------------------------------------------------------------------- | ----------------------------------------------------------------------- |
| —                                                                   | —                                                                     | —                                                                       |

Der Leichtathletikverband von Malta nahm an den Leichtathletik-Weltmeisterschaften 2019 in Doha teil. Eine Athletin wurde vom maltesischen Verband nominiert.

## Ergebnisse

### Frauen

#### Laufdisziplinen
| Athletin      | Disziplin | Vorlauf    | Vorlauf | Halbfinale | Halbfinale | Finale | Finale |
| Athletin      | Disziplin | Zeit       | Platz   | Zeit       | Platz      | Zeit   | Platz  |
| ------------- | --------- | ---------- | ------- | ---------- | ---------- | ------ | ------ |
| Janet Richard | 400 m     | 54,33 s PB | 43      | DNQ        | DNQ        | –      | –      |